# 敘利亞國防部
国防部（阿拉伯语： وزارة الدفاع) 是敘利亞一個负责該國国防事务以及武裝力量的政府部門，也是該國最高軍事行政機關。該國的國防部可以追溯到1920年代。
2024年12月21日穆爾哈夫·阿布·卡斯拉(Murhaf Abu Qasra)被正式任命為敘利亞臨時政府的國防部長。